# Katrina Johnson
Katrina Johnson  (nacida Katrina Anne Samson-Johnson  el 27 de abril de 1982 en Chicago, Illinois) es una actriz y comediante estadounidense.
Nació artísticamente en Nickelodeon y es conocida por su actuación en la exitosa serie All That.

## Vida personal y de actriz
Protagonizó en Nickelodeon All That estuvo de 1994-1997.Aunque estuvo muy poco tiempo en el programa es recordada por su participación. 
Interpretó personajes como la "La limonada Estafadora". Ella también hizo impresiono a Roseanne Barr y Ross Perot en muchos episodios. Ella Interpretaba a menudo el papel de la "la linda e inocente chica", debido a su pequeña estatura.
Durante ese periodo también coescribió y grabó dos canciones. Johnson regresó para el episodio número 100 en 1999, junto con sus compañeros de All That Angelique Bates, Lori Beth Denberg y Alisa Reyes; y  también regresó para la película del décimo aniversario.
Johnson se reunió recientemente con varios de sus antiguos miembros del reparto de Todo eso y más en el 2011 Expo Comikaze.
En octubre de 2011 Johnson se unió al programa nacional de radio Radio Uncensored (antes Radio sin guion) con Karan Ashley y Jeffrey Emmette. En agosto de 2012, se unió a su Uncensored Radio coanfitriones para filmar un reality show basado en el Salón del programa de Radio.

## Filmografía y Series de TV
| Año              | Título                         | Papel               | Notas                             |
| ---------------- | ------------------------------ | ------------------- | --------------------------------- |
| 1994–1997 (1999) | All That                       | Katrina Johnson     | Serie de televisión. Protagonista |
| 2002             | She's a Fox                    | Chica de la escuela | Cameo                             |
| 2005             | Todo eso y más 10º aniversario | Katrina Johnson     | Película                          |
| 2006             | Sisters                        |                     | (sin acreditar)                   |